# Empresa Individual de Responsabilidad Limitada
La Empresa Individual de Responsabilidad Limitada (EIRL) es una clase de persona jurídica que se constituye por una sola persona denominada «empresario».

## Regulación por países

### Brasil
Las EIRL se encuentran reguladas en el artículo 980-A del Código Civil de Brasil. Requiere que el capital social se encuentre totalmente pagado y cuyo monto no debe ser menor de cien veces el salario mínimo más alto que prevalece en el país.
El nombre de la empresa debe ser formado incluyendo la expresión «EIRELI» después del nombre o razón social de la empresa.
Cada persona física puede aparecer solo una vez en empresas de este tipo.
La sociedad de responsabilidad limitada individual también puede dar lugar a la concentración de las acciones de otra forma corporativa de un solo socio, independientemente de los motivos de dicha concentración. Se puede atribuir a la sociedad de responsabilidad limitada individual para la prestación de servicios de cualquier tipo de compensación por la cesión de los derechos patrimoniales del autor o la imagen, nombre, marca o de voz que está llevando a cabo el titular de la entidad jurídica, encuadernado actividad profesional.
Las normas sobre sociedades de responsabilidad limitada se aplican supletoriamente a la Empresa Individual de Responsabilidad Limitada.

### Chile
En Chile, la figura de las Empresas Individuales de Responsabilidad Limitada (EIRL) fue establecida el 24 de enero de 2003 en la promulgación de la Ley 19.857. Los objetivos principales de esta ley fueron, por un lado, incentivar la formalización de pequeños empresarios; y por otro, legitimar actividades empresariales de personas que no lo habían hecho porque actuaban bajo sociedades de hecho o de sociedades simuladas. 
La Empresa Individual de Responsabilidad Limitada es una persona jurídica con patrimonio propio distinto al del titular, la cual tiene un solo objeto o giro comercial. Durante octubre de 2023, según informa el Ministerio de Economía a través de su Registro de Empresas y Sociedades, se crearon 2.195 empresas EIRL, lo que equivale al 17,48 % del total de empresas creadas ese mes. 
Entre sus características podemos mencionar: 
1. Razón Social obligatoria con tres elementos: Referencia a la actividad o giro, nombre completo del dueño y concluir con la abreviatura "E.I.R.L." ó "empresa individual de responsabilidad Limitada".
2. Un único socio o dueño.
3. La administración corresponde al dueño de la empresa.
4. Requieren un domicilio acreditado ante el Servicio de impuestos Internos.
5. Se limitan a un "Objeto Único", es decir, una sola actividad general.
6. Responsabilidad limitada, protegiendo los bienes personales del dueño ante deudas empresariales.
7. Opción de contabilidad completa o simplificada. [8]

En la práctica la figura legal de la EIRL presenta algunas desventajas al momento de ser comparada con otros tipos de figuras posteriormente introducidas en Chile; como es el caso de las Sociedades por Acciones (SpA). La SpA comparte la posibilidad de ser constituida con tan solo un único dueño, pero tiene mayor flexibilidad en la razón social, la posibilidad de agregar socios, y la de contar con un objeto social amplio. 
En relación con su proceso de constitución, estas se pueden realizar por escritura pública, la que debe inscribirse en extracto en el Registro de Comercio y publicarse en el Diario Oficial. Pero también, desde la entrada en vigencia de la ley 20.659 se puede optar por la constitución simplificada de estas. Para el mes de octubre 2023 el 89,8 % del total de empresas creadas en Chile se constituyeron bajo esta modalidad simplificada, versus solo 10,2 % a través de escritura pública. 
Respecto a la responsabilidad limitada, la empresa responde exclusivamente por las obligaciones contraídas dentro de su giro, con todo su patrimonio y su titular debe responder con su patrimonio sólo del pago efectivo del aporte que se hubiere comprometido a realizar en conformidad al acto constitutivo y sus modificaciones. Sin embargo, el empresario individual debe responder ilimitadamente con sus bienes, en los siguientes casos: 
1. Por los actos y contratos efectuados fuera del objeto de la empresa, para pagar las obligaciones que emanen de esos actos y contratos.
2. Por los actos y contratos que se ejecutaren sin el nombre o representación de la empresa, para cumplir las obligaciones que emanen de tales actos y contratos.
3. Si la empresa celebrare actos y contratos simulados, ocultare sus bienes o reconociere deudas supuestas, aunque de ello no se siga perjuicio inmediato.
4. Si el titular percibiere rentas de la empresa que no guarden relación con la importancia de su giro, o efectuare retiros que no correspondieren a utilidades líquidas y realizables que pueda percibir.
5. Si el titular, los administradores o representantes legales hubieren sido condenados por delitos concursales.

### Perú
Están reguladas por el Decreto Ley 21621, la cual regula la Empresa Individual de Responsabilidad Limitada. Las EIRL están orientadas para la formación de pequeñas empresas mediante escritura pública, la que debe registrarse en la Oficina de registros Públicos SUNARP La persona propietaria se le denomina Titular de la empresa y si es ella misma a quién se le nombra como gerente se le denomina Titular - Gerente. 
La empresa responde exclusivamente por su patrimonio, protegiendo así el patrimonio personal del titular de la empresa. 
Las EIRL registradas como pequeñas empresas obtienen varios beneficios tributarios para hacerlas más competitivas, especialmente en su etapa inicial.